# Loaded (gruppo musicale)
I Loaded (noti anche come Duff McKagan's Loaded) sono un gruppo musicale statunitense punk rock/hard rock originario di Seattle e fondato nel 1999.

## Storia
Dal 2001, la formazione della band ha incluso: cantante e chitarrista ritmico Duff McKagan (Velvet Revolver, Guns N' Roses), il chitarrista Mike Squires (ex Nevada Bachelors e Alien Crime Syndicate) e il bassista Jeff Rouse (ex Alien Crime Syndicate, Siren Sisters, e Vendetta Red).
Dal 2009, Isaac Carpenter (ex Loudermilk, Gosling, e The Exies) è il batterista della band, in sostituzione di Geoff Reading (ex di New American Shame e Green Apple Quick Step).
La prima formazione invece comprendeva Michael Barragan (ex Plexi), Dez Cadena (ex Black Flag), e Taz Bentley (ex di The Reverend Horton Heat).
Il gruppo si sciolse prima della fine del 1999. Dopo aver lavorato su materiale nuovo con il batterista Geoff Reading, i Loaded si sono ricostituiti nel 2001, aggiungendo il chitarrista Mike Squires e il bassista Jeff Rouse alla line-up, anche se entrambi sono stati brevemente sostituiti dal chitarrista Dave Kushner (Velvet Revolver, ex Wasted Youth e Electric Love Hogs) e dal bassista George Stuart Dahlquist (ex Asva e Burning Witch) nel 2002.
Dopo il coinvolgimento di Kushner e McKagan nel progetto che più tardi si evolse nei Velvet Revolver, i Loaded sono andati in pausa, anche se a volte si sono riuniti per suonare in qualche spettacolo occasionale.
Dopo l'abbandono di Scott Weiland cantante dei Velvet Revolver (ex Stone Temple Pilots), tornano dalla pausa nel 2008 per registrare e realizzare il loro secondo album. L'anno seguente, Reading lascia il gruppo e viene sostituito da Isaac Carpenter.

## Formazione
Attuale
- Duff McKagan - voce, chitarra ritmica (1999-2002, 2008-presente)
- Mike Squires - chitarra, voce solista (2001-2002, 2008-presente)
- Jeff Rouse - basso, voce (2002, 2008-presente)
- Isaac Carpenter - batteria, percussioni (2009-presente)

Ex membri
- Michael Barragan - chitarra
- Taz Bentley - batteria
- Dez Cadena - chitarra
- Geoff Reading - batteria, percussioni, cori
- Dave Dederer - chitarra, basso
- Dave Kushner - chitarra
- George Stuart Dahlquist - basso

## Discografia
Album studio
- 2001 - Dark Days
- 2009 - Sick
- 2011 - The Taking

Live
- 1999 - Episode 1999: Live

EP
- 2008 - Wasted Heart